# Giga Pudding
Giga Pudding is een product van het Japanse bedrijf Takara Tomy, bestaande uit een emmer en twintig porties gele karamelcrème. Na het toevoegen van water ontstaat pudding. Een in 2009 uitgekomen reclamespotje voor het product met een aanstekelijk deuntje en gelukkige pudding-etende Japanners werd een internetmeme.